# Piotr Poveda Castroverde
Piotr Poveda Castroverde, właśc. hiszp. Pedro Poveda Castroverde (ur. 3 grudnia 1874 w Linares, zm. 28 lipca 1936 w Madrycie) – hiszpański ksiądz i karmelita bosy trzeciego zakonu, teolog, założyciel Instytutu Terezjańskiego, męczennik wojny domowej w Hiszpanii, święty Kościoła katolickiego.
Urodził się w religijnej rodzinie. Mając 15 lat w 1889 roku wstąpił do seminarium diecezjalnego w Jaén. W dniu 17 kwietnia 1897 roku w Guadix otrzymał święcenia kapłańskie. W 1900 roku ukończył licencjat z teologii w Sewilli, a w 1906 roku został mianowany kanonikiem w sanktuarium maryjnym w Covadonga. W 1911 roku otworzył Akademię św. Teresy z Avili dla studentów, a także był założycielem Instytutu Terezjańskiego (stowarzyszenie świeckich katolików, hiszp. Institución Teresiana) w Rzymie. Częścią jego pracy duszpasterskiej była zaangażowanie w pomoc najuboższym, działalność dobroczynna, wydawnicza, społeczna i edukacyjna. Zakładał szkoły i warsztaty dla ludzi z marginesu społecznego. Był autorem opublikowanych i wznawianych opracowań traktujących o problemach Kościoła w dobie sekularyzacji, a także wychowania i kształcenia otwartego na wartości ludzkie i chrześcijańskie. Wspomagał organizacje studenckie, młodzieżowe, kobiece i stowarzyszenia rodziców związane z Akcją Katolicką, a także społeczne walczące z analfabetyzmem i biedą.
W czasie wojny domowej, podczas prześladowań religijnych Kościoła katolickiego 27 lipca 1936 roku został aresztowany, a następnego dnia znaleziono jego rozstrzelane ciało.
W Kościele katolickim wspominany jest w dzienną rocznicę śmierci.
Został beatyfikowany w dniu 10 października 1993, a kanonizowany 4 maja 2003 roku. Obu aktów dokonał papież Jan Paweł II.